# Pepe Gálvez
Pepe Gálvez   (Fuentes Claras, 20 de març de 1950) José Gálvez Miguel és un guionista, dibuixant, crític i teòric del món del còmic.

## Biografia

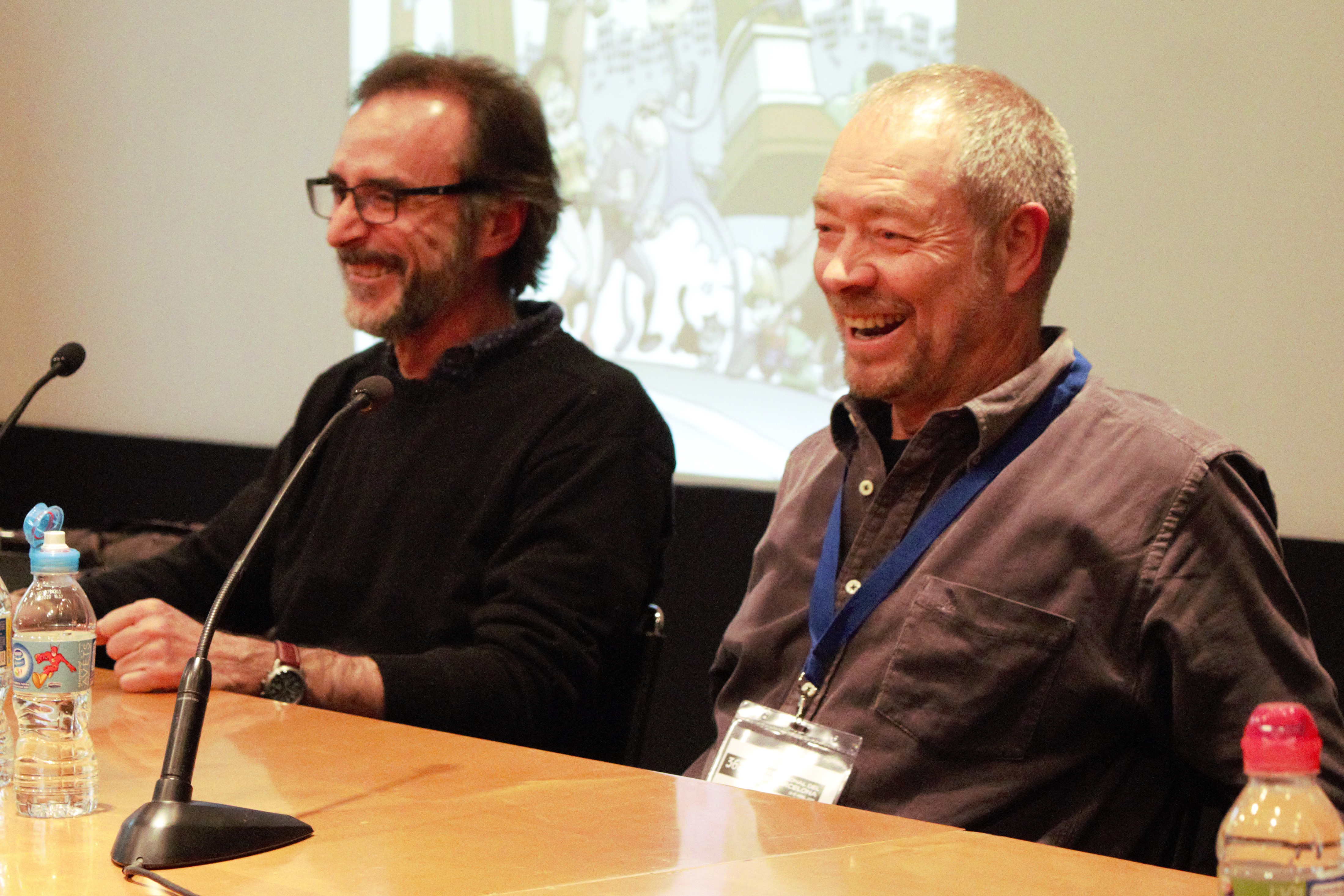
Pepe Gálvez amb Rubén Pellejero al Saló del Còmic de Barcelona (2018).

Des dels anys setanta ha exercit de guionista, crític i teòric del món del còmic.
Com a guionista ha treballat amb dibuixants com Arnal Ballester, Josep Maria Beroy, Joan Mundet, Javier Olivares o Rubén Pellejero. No obstant, els seus guions més coneguts pertanyen a les obres publicades amb col·laboració del dibuixant Alfons López, amb títols com per exemple Asesinato en la mezquita (1996), Color café (1998), Silencios: la juventud del Capitán Trueno (2006), Miguel Núñez: mil vidas más (2010) i les tires Expediente exprés (1998) i Segis (2001).
El 2010 fou proclamat guanyador del Premi Nacional de Còmic per l'obra Miguel Núñez: mil vidas más, premi compartit amb els dibuixants Alfons López i Joan Mundet.
Com a teòric ha publicat el llibre Cómics: manual de instrucciones (Astiberri, 2016), en col·laboració amb Roberto Bergado, Antoni Guiral i Jesús Redondo. També ha contribuït amb un gran nombre de publicacions, com el diari Avui o les revistes, De la historieta, Dentro de la viñeta, Funnies, Krazy Comics, Peonza, Slumberland, U, Viñetas o Volumen.
És cofundador de diversos grups de traball, com per exemple Tanta Tinta, i col·laborador d'altres publicacions sobre còmic com la pàgina digital Tebeosfera.

## Obra (selecció)

### Amb dedicació artística
- Fórum. Especial Salón del Cómic (Planeta DeAgostini), n.º 1 (1995)
- Asesinato en la mezquita (SOS Racisme), n.º 1 (1996)
- Color Café (Planeta DeAgostini), n.º 1-4 (1998)
- Pasen y vean. La globalización (Icaria), n.º 1 (2002)
- La peña de la precariedad contra los supersiniestros laborales (Acció Jove de CCOO), n.º 1 (2002)
- Tenemos derechos (Fundació Pau i Solidaritat, de Comissions Obreres de Catalunya) n.º 1 (2005)
- Salgariana (Semana Negra) (2005)
- Color Café (Ponent) (2006)
- Silencios (Ediciones B) n.º 1 (2006)
- Nuestra Guerra Civil (Ariadna), n.º 1 (2006)
- Expediente Exprés (CCOO). n.º 1 (2007)
- 11-M. La novela gráfica (Panini) n.º 1 (2009)
- Los olvidados (Semana Negra), n.º 1 (2010)
- La frontera (Semana Negra) (2011)
- Flechas blancas (Asociación de Amigos del Capitán Trueno), n.º 1 (2018)
- Llegará el invierno (Navona), n.º 5 (2019)
- El partido de la muerte (Desfiladero) (2021)
- 8 Hores. El Noi del Sucre i la Vaga de la Canadenca (Pagès editors) (2021)
- ¡Cava y calla! (Aleta) (2022)
- Jorge Semprún. El hombre que arriesgó (Desfiladero) (2024)

### Amb dedicació teòrica
- Aventuras bizarras (Fórum), n.º 11 (1984)
- Zero Comics (Garcés, autoeditor), n.º 10 (1984)
- Barcelona en el Còmic (Ficomic), n.º 0 (1989)
- Vietnam (Planeta DeAgostini), n.º 26 (1990)
- Krazy Comics (Complot), n.º 1 (1990)
- Un año de tebeos: 1993 (Glénat), n.º 0 (1994)
- Impresiones de la isla (Camaleón), n.º 2 (1994)
- Lorenzo Mattotti. Poeta en el color (Semana Negra), n.º 1 (1998)
- El camino de América (Astiberri), n.º 0 (2002)
- Flash-back volumen 2 (Flash-back), n.º 2 (2003)
- Artículo 20 (Astiberri/Dolmen), n.º 1 (2003)
- Colección Fernando Fernández (Glénat), n.º 1 (2004)
- Egoístas, egocéntricos y exhibicionistas (Semana Negra), n.º 3 (2005)
- Historias rotas (Semana Negra), n.º 0 (2006)
- Nuestra Guerra Civil (Ariadna), n.º 1 (2006)
- Irreverentes. Viñetas incómodas (Semana Negra), n.º 1 (2007)
- De los superhéroes al manga: el lenguaje en los cómics (Centre d'Estudis i Recerques Social i Metropolitanes), n.º 1 (2008)
- Del tebeo al manga. Una historia de los cómics (Panini), n.º 7 (2010)
- 100 balas guía de lectura (Semana Negra) (2010)
- Lectora (Facultat de Filologia, Universitat de Barcelona) n.º 15 (2011)
- TBO (Salvat), n.º 8, 17 (2011)
- Nuria Pompeya Sola davant la viñeta (Kairós) (2012)
- Z. Zona Cómic (Zona Cómic), n.º 0 a 12 (2013)
- Z. Zona Cómic vol. 2 (Laukatu), n.º 1, 2, 3 (2014)
- Tentacles (Alpina), n.º 2, 3, 4 (2014)
- Edmond Baudoin. Vargas y Baudoin. Mestizaje noir (Semana Negra), n.º 0 (2015)
- Comics: manual de instrucciones (Astiberri), n.º 1 (2016)
- Còmic Tecla (Biblioteca Central Tecla Sala), n.º 44 (2016)
- Z (Laukatu) nº 56-64, 72, 74-77 (2017)
- Memòria i vinyetes (Memorial Democràtic) (2018)